# The Scientist (Arrow)
The Scientist es el octavo episodio de la segunda temporada y trigésimo primer episodio a lo largo de la serie estadounidense de drama y ciencia ficción, Arrow. El episodio fue escrito por Andrew Kreisberg y Geoff Johns, basados en la historia de Greg Berlanti & Andrew Kreisberg; dirigido por Michael Schultz y fue estrenado el 4 de diciembre de 2013.
Un robo en la división de ciencias aplicadas de Queen Consolidated atrae a Starling City a Barry Allen, un científico de la policía de Ciudad Central. Barry decide ayudar a Oliver y a su equipo en la investigación pues un caso similar se presentó en su ciudad. Oliver cree que Barry oculta algo pero se distrae cuando encuentra algunas similitudes entre el caso y un evento que ocurrió en la isla pero aun así nota que la cercanía entre Felicity y Barry. Mientras tanto, Sin acude a Roy en busca de ayuda para encontrar a un amigo que está desaparecido. Roy se sorprende cuando Thea se une a la búsqueda, que los guía a descubrir que el amigo de Sin está conectado al Hermano Sangre, dejando a uno de ellos gravemente herido.

## Argumento
Oliver lleva a Moira a la empresa, donde no es bien recibida por Isabel, quien le dice a Oliver que la presencia de su madre podría ser perjudicial para la empresa. Un robo en el edificio de la división de ciencias aplicadas de Queen Consolidated tiene a la policía de Starling City investigando. El caso atrae a Barry Allen, un forense del departamento de policía de Ciudad Central que tiene la teoría de que un solo hombre con fuerza sobrehumana es el responsable. Barry también cree que este hombre se llevó una centrífuga. El oficial Lance le pide a Felicity que llame a Arrowpara que investigue. 
Poco después, Barry llega a Queen Consolidated y Oliver se sorprende de verlo ahí. Felicity le dice que es necesario que se quede ya que ninguno de ellos es experto en el campo de trabajo de Allen. Mientras espera los resultados de unas muestras tomadas del lugar del robo, Barry le cuenta a Felicity que tiene una teoría sobre el vigilante y que cree que tiene ayudantes, por lo menos, uno experto en tecnología. Oliver nota la cercanía entre Felicity y Barry le pide a Diggle que investigue al chico después de verlo titubear sobre un caso similar en Ciudad Central, que Allen dijo que estaba investigando.
Oliver intenta disculparse con Moira por el mal rato que pasó en la empresa y le dice que organizará una fiesta en su honor, para intentar que las cosas vuelvan a la normalidad. Mientras tanto, Sin llama a Roy para pedirle ayuda para encontrar a un amigo que está desaparecido. Thea se une a la búsqueda. Felicity es capaz de identificar de dónde provienen los restos de sacarosa de las huellas del ladrón de la centrífuga, que Barry encontró en escena del crimen. Esto los guía a descubrir que Gold ha robado un banco de sangre y Oliver decide ir tras él. En el enfrentamiento, Arrow intenta atravesar la pierna de Gold con una flecha pero ésta se dobla y Cyrus es capaz de lanzar al vigilante fuera del camión que iba conduciendo.
Mientras tanto, Sin, Thea y Roy entran al departamento de Max, el amigo de Sin. Roy descubre un folleto de una campaña de donación de sangre organizada por Sebastian Blood y descubren que la fecha en que ésta se llevó a cabo, fue el último día en que Sin vio a su amigo. Los chicos salen del departamento de Max y son vistos por el oficial Daily, quien informa a Blood, quien a su vez le ordena que haga que Max sea encontrado. Felicity cura las heridas de Oliver y se va, entonces, el vigilante le pregunta a Diggle sobre la investigación de Barry. Diggle le cuenta a Oliver que el chico no es quien dice ser y Malcolm irrumpe en la mansión de los Queen y le exige a Moira que le cuente a Thea la verdad sobre su origen.
Felicity invita a Barry a la fiesta de los Queen. Más tarde, Oliver expone a Barry frente a Felicity, exigiéndole la verdad sobre su estadía en Starling City, ya que sabe que no es forense, sino un asistente y se ausentó sin permiso de su trabajo. Barry les confiesa que llegó a la ciudad atraído por el caso, ya que él investiga casos parecidos, que parecen no tener explicación debido a que cuando era niño, su madre fue asesinada y su papá fue acusado de cometer el crimen, sin embargo, él sabe que es inocente pues vio una especie de mancha irrumpir violentamente en su casa y dentro de esa mancha, se encontraba una persona pero cuando intentó hacer algo, apareció a veinte cuadras de su casa y la policía no le creyó pues pensaron que estaba intentando de encubrir a su padre.
Más tarde, en la fiesta en honor a Moira, Oliver intenta disculparse con Felicity por haber expuesto a Barry, sin embargo, la chica le dice que debe disculparse con su madre, pues la fiesta es un verdadero fracaso, pues muy pocos invitados asistieron. Oliver intenta disculparse con su madre pero Moira se hace la fuerte y dice que debe atender a los asistentes. Mientras tanto, Sin llama a Roy cuando descubre el cuerpo de Max. Oliver se acerca nuevamente a Felicity y le dice que llamó a Barry para que sea su acompañante.
Al terminar la fiesta, Malcolm aparece nuevamente en la mansión Queen y le pregunta a Moira si le dijo la verdad a Thea. Moira le responde que no lo hizo y no piensa hacerlo. También le dice que pudo contactar a Ra's al Ghul y le reveló que sigue vivo y aconseja a Malcolm esconderse. Malcolm se va pero le dice a Moira que aún no se ha acabado. Barry es obligado a regresar a Ciudad Central por su jefe, quien lo amenaza con despedirlo. Roy acude al lugar donde Sin encontró el cuerpo de su amigo. Sin le dice a Roy que la policía declaró que Max murió por una sobredosis pero ella sabe que él no era adicto a nada, pues ganaba dinero por donar su sangre. Roy toma una fotografía del cadáver y contacta a Arrow, quien al ver la imagen le pide que se mantenga alejado, a lo que el chico se niega y le dice que no podrá pararlo. El vigilante le lanza una flecha en la pierna al chico.
Finalmente, Felicity es capaz de deducir el próximo objetivo de Cyrus -un búnker de A.R.G.U.S.- y Oliver decide ir para detenerlo. En el búnker, el vigilante interroga a Gold sobre el suero que le fue inyectado pero el último se niega a responder y comienzan una pelea que termina cuando Oliver es lanzado a estante de suministros médicos y queda inconsciente. Más tarde, Felicity y Diggle llegan al búnker y descubren a Oliver, quien aún está inconsciente y descubren que fue inyectado accidentalmente con algún tipo de veneno. Diggle está dispuesto a llamar a emergencias pero Felicity se lo impide y le dice que conoce a alguien que puede ayudarlos. Barry pierde el último tren a Ciudad Central y es sedado, poco después, despierta en la base de operaciones de Arrow y descubre que Oliver es el vigilante, Felicity se acerca a él y le pide que salve a su amigo.
En un flashback, Shado, Sara, Oliver y Slade buscan el submarino japonés con la esperanza de encontrar el suero del que habló el Dr. Ivo para salvar la vida de Slade. Finalmente, llegan al lugar donde se encuentra el submarino y comienzan a buscar el suero. Cuando lo encuentran, Sara le revela a Oliver que deben encontrar un sedante que deben inyectar antes del suero, pues de lo contrario, Slade morirá. Al no encontrar el sedante, Oliver le pregunta a Slade si desea ser inyectado con el suero. Slade deduce que va a morir de todas formas y acepta ser inyectado, también le revela a Shado que lamenta no haberle dicho cómo se sentía con respecto a ella. Finalmente, Oliver inyecta a Slade con el suero y poco después, Sara dice que ha muerto, entonces, el Dr. Ivo y sus hombres entran al submarino.

## Elenco
- Stephen Amell como Oliver Queen.
- Katie Cassidy como Dinah Laurel Lance (crédito solamente).
- David Ramsey como John Diggle.
- Willa Holland como Thea Queen.
- Emily Bett Rickards como Felicity Smoak.
- Colton Haynes como Roy Harper.
- Manu Bennett como Slade Wilson.
- Susanna Thompson como Moira Queen.
- Paul Blackthorne como el oficial Quentin Lance.

## Continuidad
- Este episodio marca la primera aparición de Barry Allen.

- Este episodio es el inicio de un arco argumental centrado en dicho personaje.

- Es el segundo episodio en el cual Laurel Lance está ausente.

- Es el sexto episodio de la temporada en el que uno o más personajes principales están ausentes.

- Sin fue vista anteriormente en Crucible.
- Isabel Rochev fue vista anteriormente en Keep Your Enemies Closer.
- Barry se presenta como un científico del departamento de policía de Ciudad Central que llega a auxiliar a la policía local debido a que un caso similar se presentó en su ciudad de origen, sin embargo, más tarde se revela que todo es mentira y que es apenas un asistente de dicho departamento.
- Oliver organiza una fiesta de bienvenida para Moira, a la cual asisten muy pocos invitados.
- Malcolm presiona a Moira para que le confiese a Thea que él es su verdadero padre.

- Moira advierte a Malcolm que contactó a Ra's al Ghul para decirle que Malcolm está vivo y Ra's al Ghul quiere asesinarlo por haber roto el código de la Liga de Asesinos, tras haber llevado a cabo El Proyecto.

- Oliver revela que el Dr. Ivo está muerto.
- Slade revela que está enamorado de Shado.
- Se revela que la sustancia que el Hermano Sangre está inyectando a sus hombres es el mismo suero que el Dr. Ivo buscaba en la isla.

- Slade es inyectado con dicho suero.
- Oliver le dice a Diggle y Felicity que derrotó a un hombre a quien le fue inyectado el suero.

- Barry Allen se convierte en la décima primera persona en conocer la verdadera identidad de Arrow, siendo John Diggle (Lone Gunmen), Derek Reston (Legacies), Helena Bertinelli (Muse of Fire), Felicity Smoak (The Odyssey), Tommy Merlyn (Dead to Rights), el Dr. Webb (Unfinished Business), Malcolm Merlyn (Darkness on the Edge of Town), Sara Lance (Crucible), Amanda Waller (Keep Your Enemies Closer) y el Conde Vértigo (State v. Queen), las otras diez.

## Desarrollo

### Producción
La producción de este episodio comenzó el 19 de septiembre y terminó el 27 de septiembre de 2013.

### Filmación
El episodio fue filmado del 30 de septiembre al 9 de octubre de 2013.

### Casting
El 30 de julio, se dio a conocer que Barry Allen será introducido como personaje recurrente a partir del episodio 8 y 9, y poco después en el episodio 20, mismo que servirá como piloto de una serie basada en The Flash. El 13 de septiembre fue confirmado que Grant Gustin fue contratado para interpretar dicho personaje.
El 18 de noviembre, The CW anunció que renunció a la idea de un piloto plantado en el episodio 20 y en vez de eso otorgaba luz verde para la realización de un piloto independiente completamente centrado en el personaje.

## Recepción

### Recepción de la crítica
Alasdair Wilkins de The A.V. Club le otorgó al episodio una B, comentando: "Como penúltimo episodio de Arrow, The Scientist está demasiado preocupado por el futuro. Sus objetivos principales son la creación de la amenaza inmediata que se resolverá en la final de mitad de temporada de la próxima semana, establecer los principales arcos que le dan forma al resto de la temporada ahora que Moira está fuera de la cárcel y sobre todo, sentar las bases para el spin-off. Eso es hace un montón de malabares, sobre todo cuando se le da el tiempo suficiente a Grant Gustin para lucirse en pantalla. El resultado no es un mal episodio, pero The Scientist se siente frustrantemente incompleto", señala. "Para complicar las cosas es el hecho de que The Scientist es el episodio que básicamente confirma la existencia de superpoderes en el Arrowverso. Ese cambio en el mundo de la serie se hizo inevitable cuando The CW ha decidido seguir adelante con un spin-off en torno a Flash, así que no es sorprendente que tales acontecimientos coinciden con la introducción del futuro Corredor Escarlata", concluyó.
Jesse Schedeen de IGN calificó al episodio de grandioso y le otorgó una puntuación de 8.5, diciendo: "En este punto, no tengo duda de que Arrow podrá concluir esta mitad de la temporada 2 con una nota alta. El primer enfrentamiento entre Ollie y un enemigo con superpoderes fue emocionante sin romper el tono de la serie. El rostro fresco del Barry Allen de Gustin fue bien con el resto del elenco, pero por ahora el jurado está deliberando sobre si es realmente material de superhéroe o capaz de llevar una serie spin-off en sus hombros. Esperemos que el final de la semana que viene nos pueda mostrar más de su lado heroico".

### Recepción del público
En Estados Unidos, The Scientist fue visto por 3.24 millones de espectadores, recibiendo 1.2 millones de espectadores entre los 18 y 49 años, de acuerdo con Nielsen Media Research.